# Lubbockichthys multisquamatus
Lubbockichthys multisquamatus är en fiskart som först beskrevs av Allen, 1987.  Lubbockichthys multisquamatus ingår i släktet Lubbockichthys och familjen Pseudochromidae. Inga underarter finns listade i Catalogue of Life.